# Български учителски съюз
Българският учителски съюз (БУС) е обществено сдружение на български учители в България, създадено на 21 юли 1895 година от 47 дружества. За печатен орган на организацията се приема този на Софийското учителско дружество вестник „Учителски другар“, заместен през август 1898 година от вестник „Съзнание“. Организацията е закрита след Деветнадесетомайския преврат от 1934 година.